# 사카사이야마촌
사카사이야마촌(逆井山村)은 이바라키현 사시마군에 일찍이 존재했던 촌이다. 현재의 반도시 북부에 해당한다.

## 역사
- 1889년 4월 1일 - 정촌제 시행에 수반해 사시마군 사카사이야마촌이 성립하였다.
- 1955년 2월 1일 - 오이고스케촌과 합병해 도미사토촌이 성립하여, 동일 사카사이야마촌은 폐지되었다.